# Еркенберт I фон Вайда
Еркенберт I фон Вайда (на немски: Erkenbert I von Weida; на латински: Erkenbertus de Withaa; * ок. 1090; † пр. 1143 или 1 август 1163 или 1169) е министериалис от Вайда в район Грайц в Тюрингия. Той е първият известен от фамилията Ройс.
Еркенберт I фон Вайда е привърженик на граф Албрехт фон Еверщайн († сл. 1122) и е споменат при освещаването на църквата „Свети Йоан“ в област Добена. Той има свое имение близо до абатството на Волкенрода.
Еркенберт I фон Вайда умира на 1 август 1163 или 1169 г. Погребан е в енорийската църква „Св. Файт“ във Вюршендорф, както и съпругата му.
Син му Хайнрих I фон Вайда е назначен като фогт на Вайда от император Хайнрих VI. Потомците му стават фогти и на Гера и Плауен (1236). Всичките мъжки потомци на син му Хайнрих I го честват от 13 век като носят името „Хайнрих“.
Линията на фогтите фон Вайда е прекратена 1531 г., на фогтите фон Гера 1550 г. Старата линия на фогтите фон Плауен свършва 1572 г., по-младата линия управлява като графове, по-късно като князе фон Ройс до 1918 г. Тази част на фамилията на бившите фогти на Вайда съществува и днес.

## Фамилия
Еркенберт I фон Вайда се жени 1120 г. за Йордана, наследничка на Глайсберг († 27 април 1167/1173). Те имат децата:
- Еркенберт II фон Вайда († сл. 1170), господар на Вайда, започва строеж на стария замък във Файтсберг (Вюншендорф), женен за пфалцграфиня Йохана Саксонска
- Хайнрих I фон Вайда († 1193), строи 1163 – 1193 г. по-късния замък Остербург (Вайда), женен I. 1143 г. за графиня Леукард фон Лаутербург († 1162), дъщеря на граф Буркхард фон Лаутербург, II. 1163 г. за Юлиана фон Шварцбург, дъщеря на граф ? Зицо фон Шварцбург и Кефернбург († 1160); и е баща на:
  - Хайнрих II фон Вайда „Богатия“ († пр. 3 август 1209), 1. фогт на Вайда, женен за Берта († пр. 24 септември 1209); има три сина
  - Бернхард фон Вайда
- Ото фон Остероде († 1165/1171)